# Florin Cîțu
Florin-Vasile Cîțu (Bucarest, Romania, 1 d'abril de 1972) és un polític romanès que exerceix com a Primer Ministre de Romania des del 23 de desembre de 2020. Prèviament va ser ministre de Finances Públiques en el gabinet del primer ministre Ludovic Orban des del 4 de novembre de 2019. Des del desembre de 2016 és membre del senat romanès. Va esdevenir primer ministre després d'una moció de confiança el 23 de desembre de 2020, en la qual va obtenir 260 vots a favor i 186 en contra.

## Biografia
Després de formar-se al Grinnell College el 1.996, va obtenir un mestratge en economia i un doctorat en macroeconomia i economia internacional de la Universitat Estatal d'Iowa el 2001. Després de graduar-se, Cîțu va treballar com a economista per al Banc de la Reserva de Nova Zelanda (2001-2003) i el Banc Europeu d'Inversions (2003-2005). Posteriorment, va treballar com a banquer d'inversions en la divisió romanesa del Grup ING fins 2011.
El 2019 va ser ministre de Finances Públiques en el gabinet del primer ministre Ludovic Orban. El comitè conjunt de pressupost i finances del parlament de Romania no va aprovar el nomenament de Cîțu com a ministre de Finances, encara que el seu vot no va ser vinculant. El 26 de febrer de 2020, després del vot de censura contra el gabinet d'Orban que va tenir lloc el 5 de febrer, el president Klaus Iohannis va designar Cîțu com a nou primer ministre de Romania i li va demanar que formés un nou govern. No obstant això, Orban va poder mantenir-se al poder després d'obtenir novament la confiança parlamentària però va dimitir el 7 de desembre.
Després de les eleccions legislatives romaneses de 2020, es va nomenar Florin Cîțu com a primer ministre, recolzat per una coalició del conservador liberal Partit Nacional Liberal (PNL), el liberal progressista/neoliberal USR PLUS, i la minoria hongaresa Unió Democràtica dels Hongaresos de Romania (UDMR/RMDSZ).

### Primer ministre
El primer ministre Cîțu, amb el suport del president Klaus Iohannis, va destituir l'1 de setembre de 2021 el ministre de Justícia Stelian Ion, i tots els altres ministres de la USR es van retirar del govern el 7 de setembre deixant el gabinet de Cîțu en minoria, que va caure el novembre en una moció de censura.